# Tarnoszyn (Natura 2000)
Tarnoszyn – niewielki specjalny obszar ochrony siedlisk Natura 2000 (PLH060100) zlokalizowany w pobliżu wsi Tarnoszyn w gminie Ulhówek w powiecie tomaszowskim (województwo lubelskie). Całkowita powierzchnia obszaru to 368,09 ha.
Obszar Taroszyn Natura 2000 został utworzony Rozporządzeniem Ministra Środowiska w 2017 roku. Składa się z trzech enklaw (Ulików, Mała Tarasówka i Korczmin) w dwóch przygranicznych kompleksach leśnych. Grąd środkowoeuropejski i subkontynentalny (9170) zajmuje większość obszaru (340,82 ha), a dąbrowy ciepłolubne (91I0) 6,45 ha.
Gatunki objęte ochroną, występujące na tym obszarze to: obuwik pospolity, czerwończyk nieparek, modraszek nausitous i modraszek telejus.
Obszar Natura 2000 Taroszyn częściowo pokrywa się z ostoją ptaków IBA Dolina Szyszły PL115 (171 ha).